# 弗拉迪米尔·祖里拉
弗拉迪米尔·祖里拉（1942年8月2日—1995年7月27日），斯洛伐克男子冰球运动员。他曾代表捷克斯洛伐克国家队参加1964年、1968年和1972年冬季奥林匹克运动会冰球比赛，获得一枚银牌和二枚铜牌。